# Tiffany Géroudet
Tiffany Géroudet (n. 3 septembrie 1986, Sion, Cantonul Valais, Elveția) este o scrimeră elvețiană specializată pe spadă. 
A fost laureată cu aur la Campionatul European de Scrimă din 2011 de la Sheffield după ce a trecut de favoritele Laura Flessel, Nathalie Moellhausen și Britta Heidemann. Astfel a devenit prima și singura campioană europeană elvețiană la scrimă.
A participat la proba individuală la Jocurile Olimpice din 2012 de la Londra. A trecut de poloneza Magdalena Piekarska în turul întâi, apoi a pierdut cu chinezoaica Sun Yujie.

## Legături externe
- Site-ul oficial lui Tiffany Géroudet
- Palmares Arhivat în 3 februarie 2014, la Wayback Machine. la Confederația Europeană de Scrimă
- en Tiffany Géroudet la Olympedia.org